# Old Man (Lied)
Old Man ist ein Lied des kanadischen Singer-Songwriters Neil Young aus dem Jahr 1970. 

## Hintergrund
Das Lied wurde für Louis Avila, den Hausverwalter von Youngs Broken Arrow Ranch in Nordkalifornien, geschrieben. Young hatte die Ranch 1970 für 350.000 US-Dollar gekauft. Das Lied vergleicht das Leben eines jungen Mannes mit dem eines alten Mannes und zeigt, dass der junge Mann in gewissem Maße die gleichen Bedürfnisse hat wie das Alte. James Taylor spielte Banjo und ergänzte mit Linda Ronstadt den Hintergrundgesang.
In dem Film Heart of Gold stellt Young das Lied folgendermaßen vor:

„Etwa zu der Zeit, als ich Heart of Gold schrieb und auf Tour war, hatte ich – wie Sie wissen, war ich zum ersten Mal ein reicher Hippie – eine Ranch gekauft und wohne noch heute dort. Und da lebten ein paar Hausverwalter, ein alter Herr namens Louis Avila und seine Frau Clara. Und da war dieser alte blaue Jeep, und Louis nahm mich mit auf eine Fahrt in diesem blauen Jeep. Er bringt mich zum oberen Teil des Ortes, und dort oben hat dieser See alle Weiden gespeist. Er sagt: "Nun, sag mir, wie hat ein junger Mann wie du genug Geld, um einen Ort wie diesen zu kaufen?" Und ich sagte: "Nun, nur Glück, Louis, nur echtes Glück." Und er sagte: "Nun, das ist das Verdammteste, was ich je gehört habe." Und ich habe dieses Lied für ihn geschrieben.“

Youngs Vater Scott Young schrieb, wie stolz er war, als er das Lied hörte, weil er glaubte, Neil hätte es über ihn geschrieben. Er war enttäuscht, als er in Neil Youngs Notizen auf Decade entdeckte, dass es über den Hausmeister seiner Ranch war.

## Kommerzieller Erfolg

### Chartplatzierungen
Old Man stieg am 29. April 1972 in den US-amerikanischen Billboard Hot 100 ein und erreichte mit Rang 31 seine beste Platzierung am 3. Juni 1972. Die Single platzierte sich neun Wochen in den Charts und avancierte zu Youngs fünftem Charthit in den Vereinigten Staaten.
| ChartsChartplatzierungen       | Höchstplatzierung | Wochen |
| ------------------------------ | ----------------- | ------ |
| Vereinigte Staaten (Billboard) | 31 (9 Wo.)        | 9      |

### Auszeichnungen für Musikverkäufe
| Land/Region                  | Auszeichnungen für Musikverkäufe (Land/Region, Auszeichnung, Verkäufe) | Verkäufe |
| ---------------------------- | ---------------------------------------------------------------------- | -------- |
| Neuseeland (RMNZ)            | Platin                                                                 | 30.000   |
| Vereinigtes Königreich (BPI) | Silber                                                                 | 200.000  |
| Insgesamt                    | 1× Silber · 1× Platin ·                                                | 230.000  |

Hauptartikel: Neil Young/Auszeichnungen für Musikverkäufe